# Tentic
Tentic är en ort i Mexiko.   Den ligger i kommunen Chamula och delstaten Chiapas, i den sydöstra delen av landet, 700 km öster om huvudstaden Mexico City. Tentic ligger 2 034 meter över havet och antalet invånare är 1 121.
Terrängen runt Tentic är huvudsakligen kuperad, men österut är den bergig. Runt Tentic är det ganska tätbefolkat, med 166 invånare per kvadratkilometer. Närmaste större samhälle är San Cristóbal de las Casas, 15,2 km söder om Tentic. Omgivningarna runt Tentic är en mosaik av jordbruksmark och naturlig växtlighet.